# 原圖南產業株式會社員工宿舍
23°42′24″N 120°32′05″E / 23.706601°N 120.534783°E
原圖南產業株式會社員工宿舍，位於臺灣雲林縣斗六市，原為圖南產業所有，戰後時期因發展咖啡業，轉為雲林縣經濟農場咖啡工廠員工使用，今列歷史建築。

## 保存
台灣日治時期，圖南產業在雲林溪兩岸分別興建農作廠房和員工宿舍。廠房旁有十多間宿舍，是作為主管使用。國民政府接管後，1958年在今雲林審計室位置設立咖啡工廠，並以宿舍作雲林縣經濟農場咖啡廠員工使用。
原先宿舍保存九戶中，場長陳連茂的宿舍相當完整，具有庭園、游池。2012年11月7日上午，農場資深股長黃茂松曾所住的宿舍失火，雖消防局迅速撲滅火勢，房舍依然毀於火災。此事引起地方人士關注，爭取保存與再造其餘宿舍。此外，縣府也這場火災，委託雲林科技大學為朱慶國、黎維槍、陳守宜等退休咖啡員工拍攝紀錄片。場長陳連茂的女兒陳蓓蓓亦因該火災，寫起古坑咖啡的歷史書《琥珀記憶．雲林咖啡大時代》。
2013年4月18日，縣府行政處長程銀河表示，將對此群宿舍作公有財產活化，由業者出修繕經費後，以五年為一經營期，必要時可延長為十年、二十年。文化部補助「產業文化資產再生計畫」新臺幣380萬後，縣府於2014年5月17日召開地方說明會，宣布將把陳連茂的宿舍作咖啡館，營造「雲林左岸咖啡園區」。2018年5月18日宿舍整修動工，由建築師呂政道設計監造、大朋營造承作，工程總經費1,594萬元。修復以雲林路二段16巷12、14、16號的宿舍為優先，於2019年夏完工。

## 外部連結
- 凹凸咖啡-圖南館的Facebook專頁